# 직산초등학교
직산초등학교는 대한민국 충청남도 천안시 서북구에 있는 공립 초등학교이다.

## 학교 연혁
- 1897년 4월 24일: 설립인가
- 1901년 2월 27일: 개교
- 1907년 4월 1일: 공립직산보통학교로 개칭
- 1911년 9월 1일: 직산공립보통학교로 개칭
- 1938년 4월 1일: 직산공립심상소학교로 개칭
- 1941년 4월 1일: 직산공립국민학교로 개칭
- 1949년 12월 30일: 직산국민학교로 개칭
- 1981년 3월 7일: 병설유치원 개원
- 1996년 3월 1일: 직산초등학교로 개칭
- 2018년 2월 9일: 제108회 졸업
- 2018년 3월 1일: 12학급(특수 1학급) 편성, 병설유치원 1학급

## 참고 자료
- 직산초등학교 - 한국교육학술정보원 학교알리미